# Mazury (województwo śląskie)
Mazury – wieś w Polsce położona w województwie śląskim, w powiecie częstochowskim, w gminie Poczesna.

## Historia
W księgach parafialnych parafii w Poczesnej wieś pojawia się w 1727 r. Na zachód od wsi znajdowała się miejscowość Kukuły (w księgach parafialnych pojawia się w 1748 r.)
W 1854 r. pustkowie "Mazur" wchodziły w skład dóbr rządowych Poczesna. Od 1867 r. miejscowość złączona z Nieradą leżała w gminie Rększowice, powiecie częstochowskim, guberni piotrkowskiej Imperium Rosyjskiego.
W latach 1975–1998 miejscowość administracyjnie należała do województwa częstochowskiego.

## Parafia rzymskokatolicka
Miejscowość podlegała pod parafię św. Jana Chrzciciela w Poczesnej, a od 1985 r. pod parafię Świętych Apostołów Piotra i Pawła w Nieradzie.